# Vanamo-sällskapet
Vanamo-sällskapet (finska: Suomen biologian seura Vanamo) är ett finländskt biologiskt sällskap. 
Vanamo-sällskapet, som har sitt säte i Helsingfors, grundades 1896 av ett antal finskspråkiga biologer. Sällskapet håller publika månadsmöten med föredrag och meddelanden i huvudstaden, samarbetar med andra biologiska samfund och föranstaltar exkursioner. Sällskapet har utgett flera vetenskapliga skriftserier, alltjämt tidskriften Luonnon Tutkija (grundad 1897 som Luonnon Ystävä). Tillsammans med Societas pro Fauna et Flora Fennica, Finska Vetenskaps-Societeten och Finska vetenskapsakademin utger sällskapet vid Finlands zoologiska och botaniska publikationsnämnd två zoologiska och två botaniska skriftserier. Sällskapet är anslutet till Vetenskapliga samfundens delegation.